# Station Gracze
Station Gracze is een spoorwegstation in de Poolse plaats Gracze.